# Mörtsjön, Halland
Mörtsjön är en sjö i Varbergs kommun i Halland och ingår i Himleåns huvudavrinningsområde.